# Просветен абсолютизъм
Просветеният абсолютизъм е разновидност на абсолютизма - държавна политика, провеждана в редица от водещите европейски сили през XVIII век. Хронологичните граници на просветения абсолютизъм обхващат период от близо половин век – от 1740 г. до 1789 г., т.е. до началото на Френската революция. За основоположник и своеобразен идеолог на просветения абсолютизъм се счита Томас Хобс.

## Философия
Философията на тази политика се свежда до постулата, че обществените реформи са възможни, но само чрез държавата и за държавата, явяваща се социален изразител на обществения интерес и единствено възможния защитник на основните права и свободи на гражданите. С други думи, според просветителите абсолютисти (привърженици на абсолютната монархия) „общественото благосъстояние“ е възможно единствено и само чрез държавата и реда, установен от нея, явяващ се заместител на средновековния и църковен „божи ред“ в света и вселената.

## Разпространение
В подкрепа на просветения абсолютизъм се обявяват почти всички европейски монарси, привърженици на Просвещението. Те използват просветения абсолютизъм в свой интерес и за защита на по-бедните и непросветени слоеве от населението срещу църковните привилегии и феодалите, като прокарват линия на покровителстване и развитие на търговията и индустриализацията.
Просветеният абсолютизъм възниква по примера на политиката на френските монарси от преди Френската революция и има свои разновидности в Прусия при Фридрих II, в Хабсбургската империя при Йозеф II, и в Руската империя при Екатерина II, както и другаде, но в по-малка степен през втората половина на XVIII век.

## Цели и задачи
Цели на просветния абсолютизъм са постигането на реорганизация посредством преобразувания на закостенелите обществени институции от Средновековието, както и премахване на някои съсловни привилегии, реформи в съдопроизводството, въвеждане на светско обучение в училищата, разумно смекчаване на цензурата и т.н.
Просветеният абсолютизъм има за основна задача постепенната социална еволюция към знанието като двигател на прогреса, посредством всеобщо образование.
Просветеният абсолютизъм е изразител на традиционно съществуващите сред обществото още от средновековието възгледи и установени порядки в обществените отношения, както и предтеча на консервативните обществени настроения и политически течения, възникнали в отговор на Френската революция.

## Представители
Всички европейски страни са обхванати от просветения абсолютизъм освен Англия, Полша и Франция: Англия вече е постигнала онова, към което се стремят поддръжниците му, в Полша господства шляхтата, а владетелите на Франция Луи XV и Луи XVI не са в състояние да предприемат нужните реформи, в резултат на което се стига до Френската революция. Централни фигури на епохата са просветените монарси Фридрих II в Прусия и Йозеф II в Австрия. Други представители са:
- в Испания – министър Педро Аранда при Карлос III (1759 – 1788)
- в Португалия – маркиз Помбал (1760 – 1777) при Жозе I
- в кралство Неапол – министър Бернардо Танучи при Карлос III и Фердинанд IV
- в Тоскана – Леополд II (1765 – 1790)
- в Дания – Кристиан VII (1766 – 1808) с министър Струензе (1769 – 1772)
- в Швеция – Густав III (1771 – 1792)
- в Баден – Карл Фридрих фон Баден
- в Жечпосполита – Станислав Понятовски (1764 – 1795)
- в Руската империя Екатерина II

Дейността на всички тези реформатори в значителна степен подражава на реформите на Фридрих II и Иозеф II, които илюстрират две допълващи се едно друго направления, характеризиращи просветения абсолютизъм. Фридрих е консерватор и в много отношения продължава старите политики на династия Хоенцолерн, но възприема модерните философски идеи на XVIII век. Иозеф II напротив, къса с политиките на предшествениците си и извършва смел опит за радикална промяна на устройството на Австрия в духа на тези идеи. В неговите действия, както и в действията на Фридрих II има много противоречия, характерни за новата идея за държавност, привнесена в традиционния абсолютизъм. Характерът на промените е подобен във всички страни, като се изменя в зависимост от местните условия, но се отличава съществено между протестантските (Прусия) и католическите страни (Австрия). Освен това не навсякъде инициативата за реформи се поема от краля. В Португалия, Испания и кралство Неапол в ролята на просветени деспоти влизат първите министри, същото се наблюдава в Дания по времето на Струензе.